# Demokratyczny Ruch-Zjednoczona Gruzja
Demokratyczny Ruch-Zjednoczona Gruzja – gruzińskie ugrupowanie polityczne założone w 2008 roku przez byłą prezydent Gruzji i przewodniczącą parlamentu Nino Burdżanadze, która jest przewodniczącą partii. Ugrupowanie to było opozycyjne w stosunku do prezydenta Micheila Saakaszwilego.